# 大江駅 (京都府)
大江駅（おおええき）は、京都府福知山市大江町河守にある、WILLER TRAINS（京都丹後鉄道）宮福線の駅である。駅番号はF7。線内の中間駅では唯一、特急や快速を含めた全ての列車が停車する。
福知山市鉄道利用増進協議会による駅の愛称は「酒呑童子駅」。大江山の鬼退治伝説に登場する鬼、酒呑童子に由来する。

## 歴史
かつては駅西側に北丹鉄道北丹鉄道線の河守駅があった（1974年（昭和49年）2月28日廃止）。当駅はその東側に開業した駅である。

### 年表
- 1988年（昭和63年）7月16日：宮福鉄道（現・北近畿タンゴ鉄道）宮福線開業と同時に設置[1]。
- 2015年（平成27年）4月1日：WILLER TRAINSへの移管により、京都丹後鉄道宮福線の駅となる。

## 駅構造
島式ホーム1面2線を持つ列車交換が可能な地上駅で、ホームは盛土上にある。ホーム上に待合室を持つ。
京都丹後鉄道で15駅存在する有人駅のひとつであり、宮福線の中間駅では唯一の有人駅である。
簡易委託駅で駅の改札や売店の運営などの業務は大江観光（旧大江町が設立した外郭団体）に委託されていたが、事業譲渡により2023年（令和5年）8月16日から一般社団法人福知山地域振興社が管理している。売店では鬼饅頭などの特産品が販売されている。窓口等は日中のみ営業する。
改札外に男女別水洗トイレと多目的トイレがある。

### のりば
| のりば | 路線    | 方向 | 行先       |
| ------ | ------- | ---- | ---------- |
| 1      | ■宮福線 | 下り | 宮津方面   |
| 2      | ■宮福線 | 上り | 福知山方面 |

付記事項
- 1996年（平成8年）3月16日の電化を機に一線スルー化とホームの延伸工事が施工され、1番のりばを上下副本線、2番のりばを上下本線とした。ただし、2011年（平成23年）3月時点では全定期旅客列車が停車するため、臨時列車等がない場合は全列車が方向別に発着ホームを使い分けている。

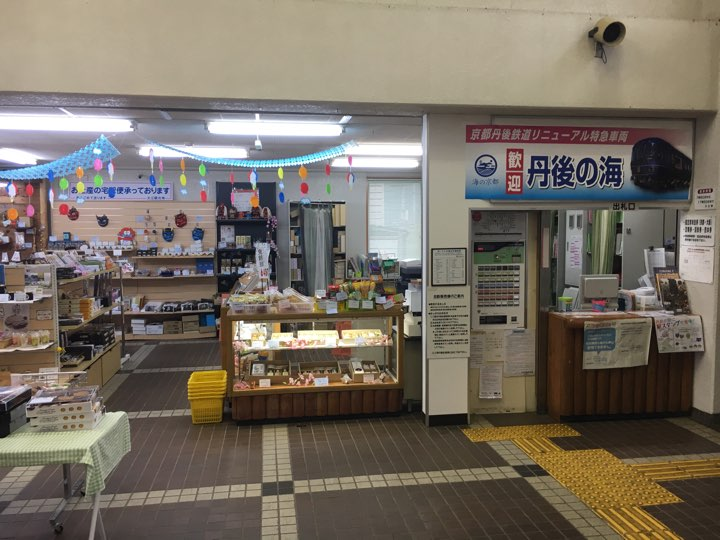
窓口と売店（2017年4月）
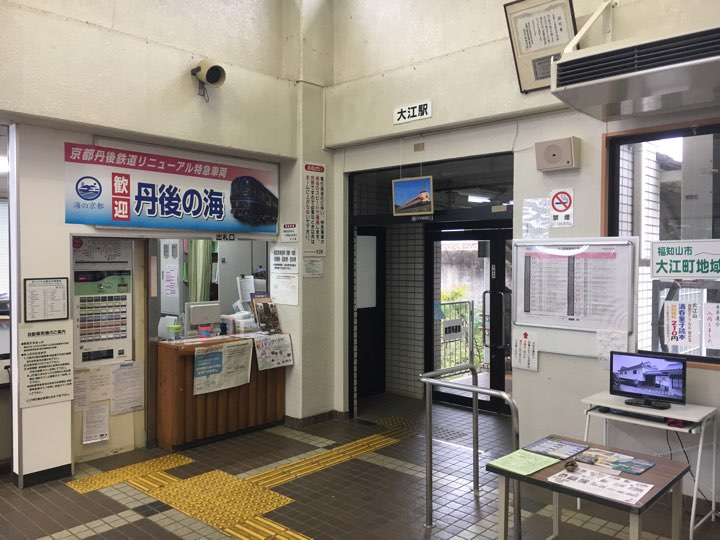
窓口と改札口（2017年4月）
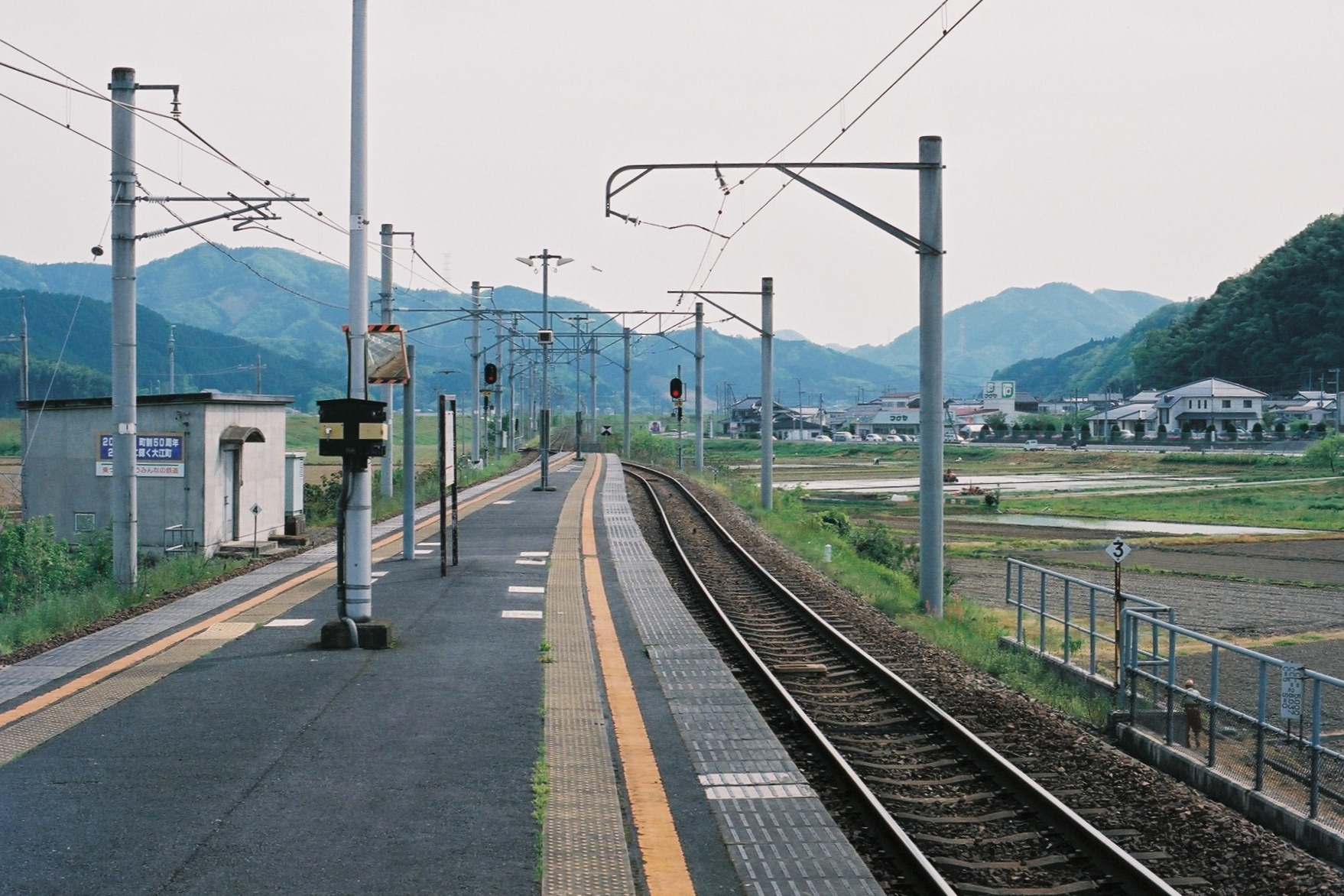
ホーム（2008年5月）

## 利用状況
1日の平均乗車人員は以下の通りである。宮福線では4番目に利用者が多い。
| 乗車人員推移 | 乗車人員推移 |
| 年度         | 1日平均人数  |
| ------------ | ------------ |
| 1999         | 148          |
| 2000         | 112          |
| 2001         | 112          |
| 2002         | 153          |
| 2003         | 139          |
| 2004         | 118          |
| 2005         | 115          |
| 2006         | 112          |
| 2007         | 104          |
| 2008         | 107          |
| 2009         | 118          |
| 2010         | 119          |
| 2011         | 114          |
| 2012         | 76           |
| 2013         | 81           |
| 2014         | 93           |
| 2015         | 117          |
| 2016         | 95           |
| 2017         | 74           |
| 2018         | 79           |

## 駅周辺

駅前にある鬼の像（2004年）

西側を国道と旧街道が通る。公共施設・寺社・金融機関の支店や商店・民家はこちら側に集約されている。東側は田園風景が広がり、駅から少し離れた南東側で由良川と雲原川が合流する。
- 福知山市役所大江支所
- 福知山市商工会
- 福知山警察署大江駐在所
- 大江山鬼瓦公園[4] - 大江山の鬼伝説に因み、駅前には鬼の像や鬼瓦、モザイク画などが並ぶ。
- 福知山市民病院大江分院
- 京都北都信用金庫大江町支店
- JA京都にのくに大江支店
- 大江郵便局
- ミニフレッシュ大江店（スーパーマーケット）
- 浄仙寺[5][6]
- 清園寺[7]
- 四宮神社[8]
- 日吉神社[9]
- 国道175号
- 京都府道493号西坂蓼原線
- 宮津街道
- 由良川
- 雲原川

## バス路線
駅前に「大江駅前」停留所があり、下記の各路線が発着する。
- 京都交通
  - 大江線
    - 西舞鶴駅前

- 福知山市営バス
  - 大江山の家線
    - 大江山の家 / 堺川

  - 二箇下線
    - 二箇下 / 公庄駅前

## 隣の駅
WILLER TRAINS（京都丹後鉄道）
■宮福線
特急「はしだて」「たんごリレー」、快速「大江山」「丹後あおまつ」停車駅
公庄駅 (F6) - 大江駅 (F7) - 大江高校前駅 (F8)